# Leucotrichia tapantia

Leucotrichia tapantia  (лат.) — вид мелких ручейников рода Leucotrichia из семейства Hydroptilidae. Центральная Америка: Коста-Рика (Cartago: Reserva Tapantí, 9.69°N, 83.76°W, 1600 м, водопад).

## Описание
Мелкие ручейники, желтовато-коричневого цвета. Голова коричневая с жёлтыми сетами, ноги с коричневыми щетинками. Длина переднего крыла от 3,4 до 3,9 мм. На голове 3 оцеллия, передние крылья широкие в основании, узкие в апикальной части. Нижнечелюстные щупики 5-члениковые, нижнегубные щупики состоят из 3 сегментов. На вершинах голеней передних, средних и задних ног по 1, 3 и 4 шпоры, соответственно. Мезоскутеллюм с поперечным швом. Шипики на VIII стерните и выступ на IX сегменте отсутствуют. Личинки живут на дне водоёмов разного типа.

## Систематика
Сходен с таксонами Leucotrichia bicornuta, Leucotrichia dianeae и Leucotrichia extraordinaria. Вид был впервые описан в 2015 году американскими энтомологами Робином Томсоном (Robin E. Thomson) и Ральфом Холзенталем (Ralph W. Holzenthal, University of Minnesota, St. Paul, США). Видовое название дано по названию заповедника Tapantí, где обнаружена типовая серия.